# 前田利與
前田 利與（まえだ としとも）は、越中富山藩の第6代藩主。

## 生涯
元文2年（1737年）10月19日、第4代藩主・前田利隆の四男として富山で生まれる。寛保元年（1741年）11月に前田内膳の養子となる。しかし宝暦12年（1762年）に第5代藩主で同母兄の利幸が死去し、利幸の実子である利久が幼少のため、兄の養子となって家督を継いだ。
宝暦13年（1763年）に日光東照宮修理の手伝い普請で11万両の負担を被り、安永2年（1773年）に飛騨騒動で出兵し、安永4年（1775年）にも甲斐における河川の手伝い普請、天明8年（1788年）の美濃における河川の手伝い普請などにおける負担で財政破綻寸前となり、家臣の知行借上げやリストラ、人別銭や上米の徴収、株仲間の奨励などで乗り切ろうとするが、明和9年（1772年）には打ちこわしが起こるなど、藩の建て直しには失敗した。安永2年（1773年）には藩校・広徳館を創設している。明和6年（1769年）には常願寺川の佐々堤周辺に水防林を整備した
安永6年（1777年）11月8日、養子の利久に家督を譲って隠居する。寛政6年（1794年）8月22日に死去した。享年58。

## 系譜
- 父：前田利隆
- 母：久衛 - 山田氏
- 養父：前田内膳
- 養父：前田利幸
- 正室：富貴 - 前田利直の娘
- 側室：住 - 山田氏
  - 長男：前田利謙（1767-1801）
  - 長女：前田恒子（1769-1792） - 織田信応継室
  - 女子：前田峰子
  - 男子：前田利晃
- 側室：保野 - 別所氏
  - 男子：前田亀吉
- 養子
  - 男子：前田利久 - 前田利幸の長男